# JUSTICE CORPORATION
JUSTICE CORPORATION（ジャスティス・コーポレーション）は、日本のゲイ専用アダルトビデオ（AV）メーカーであり、主にゲイビデオの制作・販売事業を展開している。設立は2006年。

## 概略
- ゲイに限らずバイセクシュアル、ストレートの男性[1]で、「カッコいい系」、「可愛い系」のイケメンのモデルの出演にこだわったゲイ専用AVメーカーである。

- 1作目から4作目までは通常のアナルセックスを取り入れた作品で、コンドームを着用していたが、5作目の「JUSTICE 05」からは、コンドーム非着用で長時間になされる激しいアナルセックスとあわせ、性行為の中でもいわゆる生堀りや中だしを行うことをメインとする作風に変化[2]。以後の全作品でこの傾向が続いている。但し、コンドーム非着用によるアナルセックスは、HIV感染症などの重篤な性感染症への疾患に至る危険性が非常に高いため、パートの最後には必ず「HIV等の検査後に撮影を実施しています」などの注意喚起のテロップを表示している。

- 新作発売が告知されると、サンプル動画なども同時に公式ウェブサイト上にアップロードされる。2006年の発足当初から他社に先駆けてサンプル動画の試聴を開始させており、サンプル動画が他社と比較して長尺であることも特徴である。

- 1作または1パートの尺が長時間であることも特徴であり、発足当初は2時間超えであったものが、徐々に収録時間が延長され、近年では1パートのみで1時間を超えたり、全収録時間が4～5時間を超えることも普通であるため[3]、片面1層のDVDでは全編の収録ができないため、片面2層のDVDで発売されている。そのため公式ページには「2層のDVDの再生について」という注意喚起のためのページを設置している[4]。

- 数作品販売ごとに、メインモデルのパートのみを収録したベスト版「BEST＋1」を定期的に発売しており、ベスト版には通常単独で発売されている新作1作を「＋1」と題して同時に販売、単独作品と同一価格で販売している[5]。

- 「BEST＋1」の兄弟作品として、メインモデル以外の出演パートから人気投票を実施し、上位モデルを特集して収録する「裏BEST＋1」も不定期で発売されており、今作も同様に新作「＋1」を付属して販売している[6]。

## レーベル

### JUSTICEシリーズ
- JUSTICE(1stシーズン)
  - 2012年4月まで20作品を制作。

- JUSTICE Second Season
  - 2012年6月より開始。2017年2月の20作目まで販売。

- JUSTICE 3rd
  - 2017年3月販売作品より開始。2017年現在の継続シリーズ。

### GUILTYシリーズ
- GUILTY
  - 18歳や19歳などの20歳未満の男性が中心に出演するシリーズ。

### その他
- COMBAT、PORNO(JUSTICEが生での性行為をメインとする前のレーベル名)

- UNFAIR
  - 通常の出演年齢層より上の20代後半の男性が出演するシリーズ。

## 刑事事件

### 未成年者の出演による社長逮捕
2015年11月25日、2013年当時17歳の少年をアダルトビデオ（AV）に出演させたとして、警視庁少年育成課により、児童福祉法違反と児童買春・児童ポルノ禁止法違反の疑いで、ジャスティスコーポレーション社長である大井正太容疑者が逮捕されるという、刑事事件が発生する事態となった。
出演した少年は撮影前に「17歳であると伝えた」と主張しているが、容疑者は「少年が18歳未満であることは知らなかった」と供述している。
逮捕当日は、NNNストレイトニュースなどテレビニュース番組でも報道された。
どの作品に出演していたとされるかどうかは正確に明言されていないが、逮捕直後に「GUILTY」シリーズの1作のページが削除され、ゲイAVの取扱店のページからも削除・中古買取なども不可能になっている。